# Víctor Amaya (periodista)
Víctor Amaya es un periodista venezolano. Amaya ha sido coordinador del periódico Últimas Noticias, editor del diario Tal Cual, director de EsPaja.com, y corresponsal de Radio Francia Internacional.

## Carrera
Como periodista, Amaya ha sido coordinador del periódico Últimas Noticias, editor de medios del diario Tal Cual, director del portal de verificación de hechos EsPaja.com, y corresponsal de Radio Francia Internacional (RFI) en Venezuela. En 2019 sirvió como moderador del I Encuentro Nacional de la Alianza Gobierno Abierto Venezuela, el cual contó con la presencia de 100 representantes de la sociedad civil de 11 regiones del país y de la de invitados especialistas de Argentina, Colombia, Costa Rica, Estados Unidos y México.